# Dolonagrion
Dolonagrion là một chi chuồn chuồn kim trong họ Coenagrionidae.

## Các loài
Dolonagrion omvat 1 soort:
- Dolonagrion fulvellum (Selys, 1876)

1. ↑  "World Odonata List; ngày 25 tháng 4 năm 2011". Bản gốc lưu trữ ngày 9 tháng 10 năm 2009. Truy cập ngày 4 tháng 11 năm 2011.